# فرانس تن بوس
فرانس تن بوس (بالإنجليزية: Frans ten Bos)‏ هو لاعب اتحاد الرغبي بريطاني، ولد في 21 أبريل 1937 في ريتشموند ‏ في المملكة المتحدة، وتوفي في 1 سبتمبر 2016 في دندي في المملكة المتحدة.